# 北85線
北85線 山佳－溪墘寮，是位於新北市的一條鄉道，北起新北市樹林區山佳，南至新北市三峽區溪墘寮，全長7.299公里。作為柑園地區重要的南北向公路，此路線於1961年即編為臺北縣鄉道公路北79線，路線至今無太大修正，僅改變編號而已。原使用北85線編號之道路為今日的北88-1線。本線曾由公路總局代為養護，故終點處設有公路總局格式終點大牌。

## 路線說明
北85線是串聯樹林區柑園地區與樹林主要部份、三峽區的重要公路，亦是台北大學的聯外公路。樹林區境內路段路名佳園路之名稱來自其所連結的山佳和柑園。三樹路之路名則源自三峽和樹林。三峽區民權街路段為著名的三峽老街，因此本線為台灣少有行經觀光老街的鄉道。
起點前為山佳繁榮地區，過柑園大橋跨越大漢溪後進入柑園地區，由西圳街口過後正式進入聚落區。於柑園國小前暫時右轉與北84線共線再左轉向南接回佳園路三段。三樹路段行經台北大學特區，沿路多閒置建築用地和集合住宅區，此段路寬甚至可達雙向四車道水準。之後漸漸進入三峽市區乃至三峽老街，此段路寬窄且人潮多，兩旁店家、攤位十分熱鬧，為三峽市區的行政、觀光與商業中心。至中園後則再度進入住宅區，維持雙向單線道路寬至終點。民族街路段受三峽市區道路發展影響已被延伸的民權街取代一部分功能，工務局所設之里程牌則插設於錯誤的民權街延長段上。
早期尚未建造柑園大橋時，山佳與柑園間以船隻來往。全線各路段皆可看出明顯前身，由1921年地圖可知當時三峽市區往溪墘寮以今民族路為路徑，且三峽－溪墘寮間更為早期台車路線。當時共線終點位在柑園街二段69巷口，並循此巷往東南接回今日佳園路三段。現今則以較直路徑取代。
全線均位於新北市境內：
- 樹林區：山佳（起點，114線岔路）→ 佳園路一段 → 柑園大橋 → 佳園路二段 →

   柑園（北84線岔路，短暫共線） → 佳園路三段 → 鄉鎮界
- 三峽區：鄉鎮界 → 三樹路 → 民生街 → 三峽（110線岔路） → 民權街 → 民族街 → 中埔（北81線岔路）→ 中園街 → 溪墘寮（終點，台3線岔路）

## 歷史沿革
| 北85線歷史沿革 | 北85線歷史沿革                           | 北85線歷史沿革                           |
| 年代           | 本編號沿革                               | 本路線沿革                               |
| -------------- | ---------------------------------------- | ---------------------------------------- |
| 1961年         | 員林－柑林埤間1.637km                    | 當時為北79線（山子腳－溪墘寮間7.552km）  |
| 1983年         | 原北85線改編北88-1線；原北79線改編北85線 | 原北85線改編北88-1線；原北79線改編北85線 |

## 沿線地標、設施
- 山佳車站
- 柑園大橋
- 柑園國小
- 台北大學特區
- 國家教育研究院總院
- 三峽老街
- 天主教若望之家

## 交會公路
- 市道114號
- 北84線
- 市道110號
- 北81線
- 台3線

## 交流道
- 樹林交流道（僅南出北入）